# Ciclone Nicholas
O ciclone Nicholas (designação do JTWC: 19S; ciclone tropical intenso Nicholas, segundo o CACT de Perth) foi o quinto ciclone tropical nomeado da temporada de ciclones na região da Austrália de 2007-08. Nicholas também foi o sistema mais intenso da temporada de 2007-08 na região da Austrália. Nicholas também foi o sistema mais intenso a fazer landfall nesta temporada.
Nicholas formou-se no Oceano Índico sudeste, a noroeste da Austrália e seguiu para o sul, atingindo o pico de intensidade com ventos constantes por 1 minuto estimados em 150 km/h segundo o Joint Typhoon Warning Center e o Centro de Aviso de Ciclone Tropical de Perth. Em 20 de Fevereiro, Nicholas atingiu a costa oeste da Austrália, na Austrália Ocidental, na região de Gascoyne, próximo à cidade de Carnarvon. O ciclone praticamente não provocou danos e nenhuma casualidade foi confirmada.

## História meteorológica

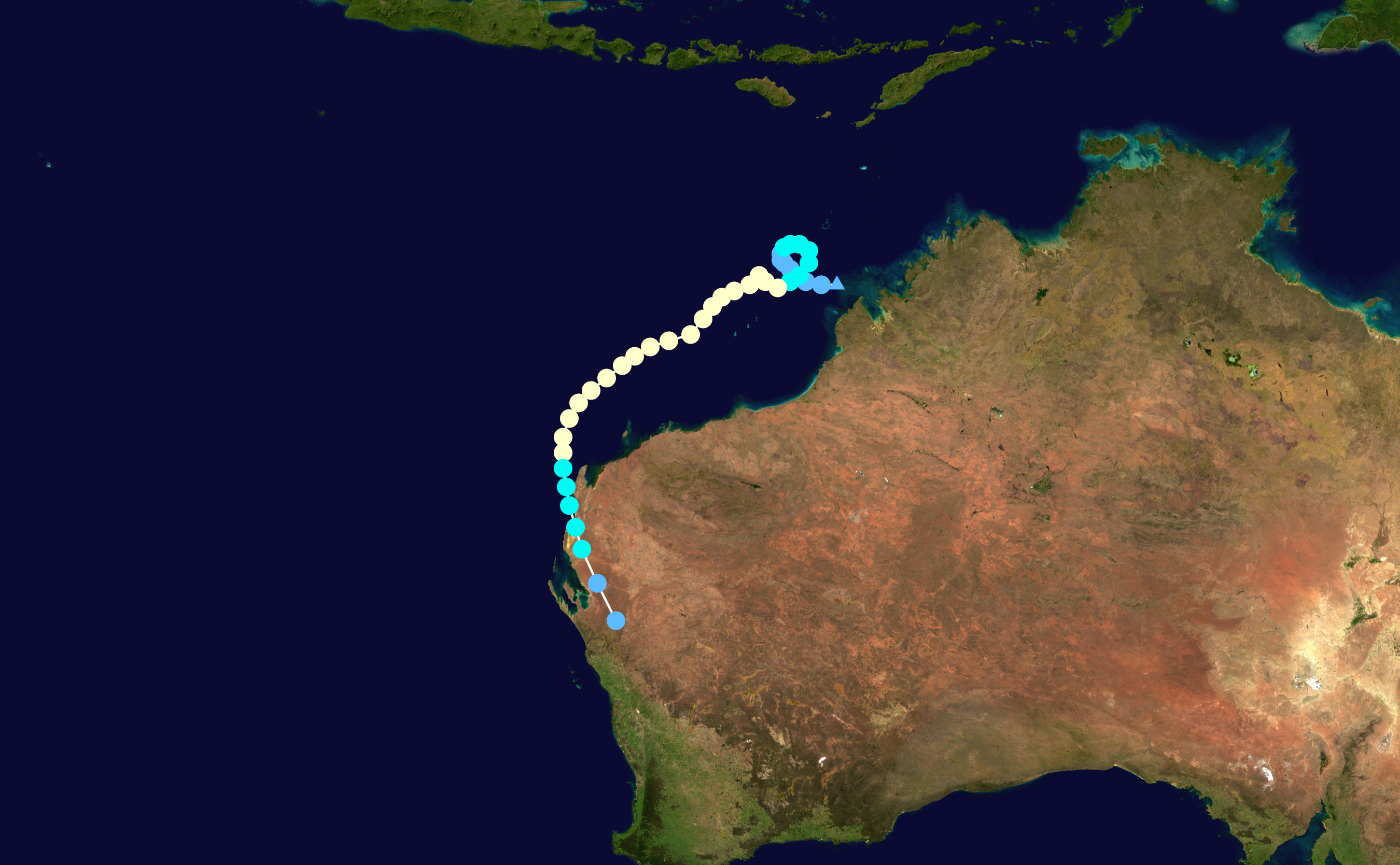
O caminho de Nicholas

Em 10 de Fevereiro, uma área de baixa pressão associada a uma área de distúrbios meteorológicos sobre a Austrália Ocidental emergiu no Oceano Índico. Assim que o sistema emergiu no Oceano Índico, o Centro de Aviso de Ciclone Tropical (CACT) de Perth, Austrália, começou a emitir avisos para a navegação sobre uma área de baixa pressão tropical. O sistema intensificou-se lentamente e em 12 de Fevereiro, um alerta de formação de ciclone tropical foi emitido pelo Joint Typhoon Warning Center (JTWC) sobre o sistema em desenvolvimento. Mais tarde, o JTWC começou a emitir avisos regulares, designando o sistema como o ciclone tropical "19S". O sistema continuou a se intensificar e o CACT de Perth classificou a área como um ciclone tropical em 13 de Fevereiro, denominando-o "Nicholas". O ciclone desenvolveu-se lentamente, seguindo para sudoeste, na periferia oeste de uma crista sobre a Austrália. Com condições favoráveis, como pouco vento de cisalhamento e águas mornas, Nicholas continuou sua intensificação. Em 16 de Fevereiro, o CACT de Perth classificou Nicholas como um ciclone tropical severo. Naquele dia, Nicholas alcançou seu pico de intensidade, com ventos constantes de 150 km/h, fazendo de Nicholas um ciclone equivalente a um furacão de categoria 1 na escala de Furacões de Saffir-Simpson. A partir deste momento, Nicholas começou a ser afetado por ventos de cisalhamento moderados a fortes vindos do nordeste e Nicholas começou a se enfraquecer continuamente. A tendência de intensificação de Nicholas se intensificou quando sua circulação ciclônica começou a se interagir com a costa australiana. Nicholas foi desclassificado para um ciclone tropical e em 20 de Fevereiro, o ciclone começou a seguir para sul-sudeste, fazendo landfall na costa oeste da Austrália, ao norte da cidade de Carnarvon. Logo depois, o CACT de Perth desclassificou Nicholas para uma área de baixa pressão tropical e depois, o JTWC emitiu seu último aviso sobre o sistema.

## Preparativos e impactos
Desde a formação do ciclone tropical Nicholas, vários avisos e alerta de ciclone tropical foram emitidos para a costa da Austrália Ocidental, na região de Pilbara e Gascoyne. Estes avisos e alertas estiveram em efeito na costa australiana entre Broome e Overlander. Por último, um aviso de ciclone tropical estava em vigor para as regiões entre Exmouth e Overlander. A cidade de Exmouth foi provavelmente a região mais atingida pelo ciclone, apesar do centro do ciclone passar a cerca de 70 km a oeste da cidade. As bandas externas de chuva de Nicholas causaram chuvas e ventos fortes para a cidade. O fornecimento de energia elétrica foi interrompido, também interropmpendo o fornecimento de água. Antes da chegada do ciclone, autoridades fecharam algumas rodovias em prevenção a enchentes. No entanto, não houve qualquer tipo de dano ou casualidade na cidade. O ciclone fez landfall mais ao sul, na região de Carnarvon. No entanto, aquela região não foi intensamente afetada por Nicholas. Apenas há registros de chuvas fortes, sem danos. As indústrias petrolíferas voltaram ao funcionamento normal após a passagem de Nicholas.